# Arazzi di Alessandro Magno

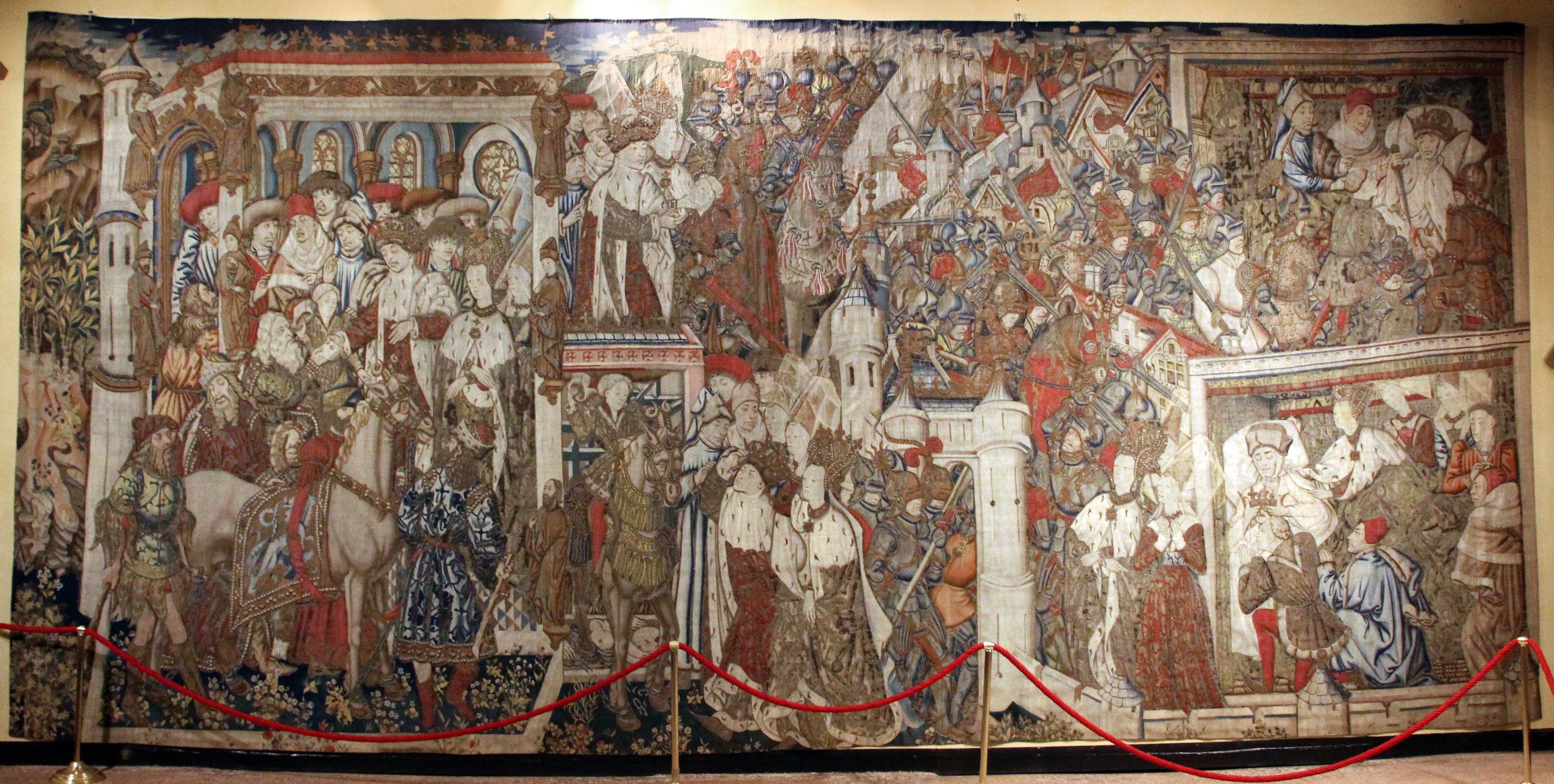
Giovinezza di Alessandro

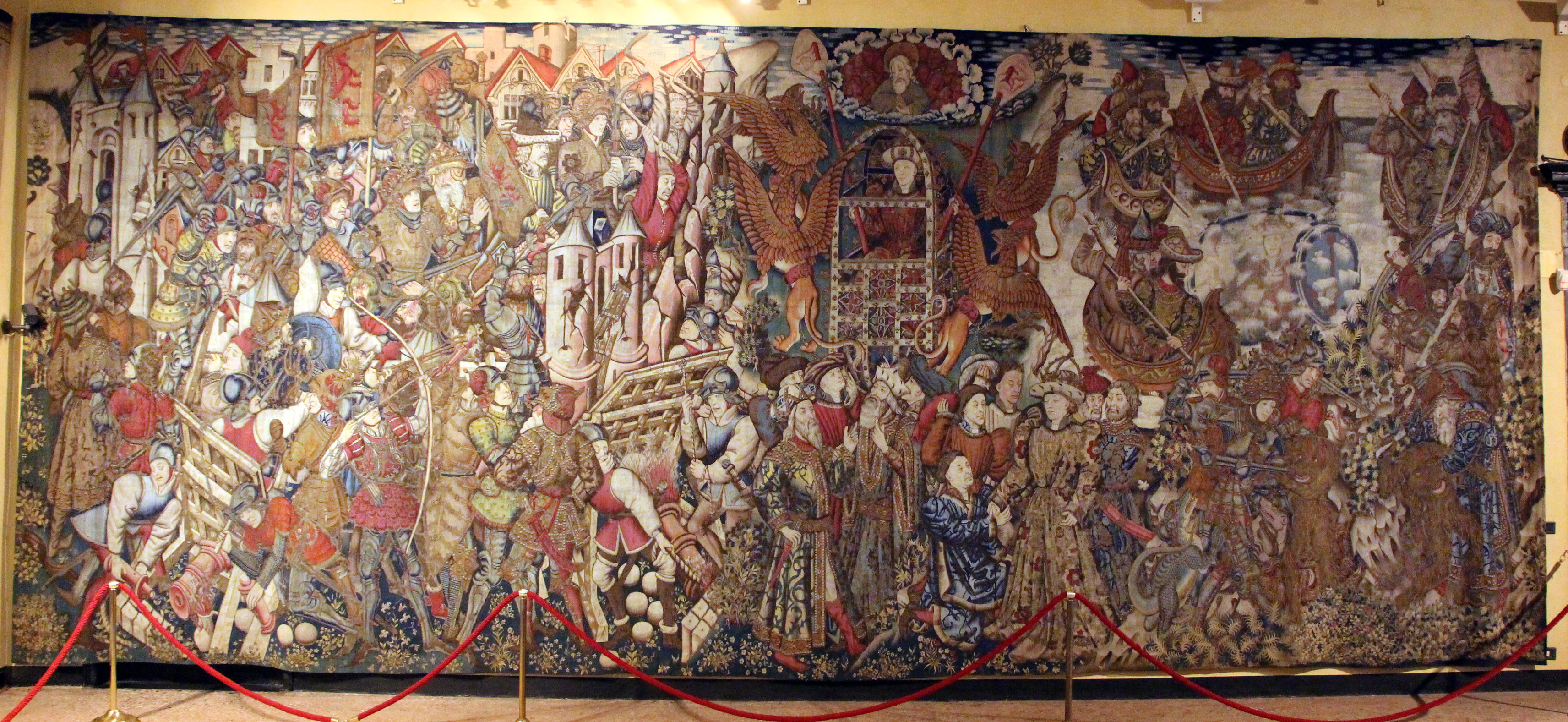
Maturità di Alessandro: l'ascensione in cielo su un velivolo trainato da grifoni

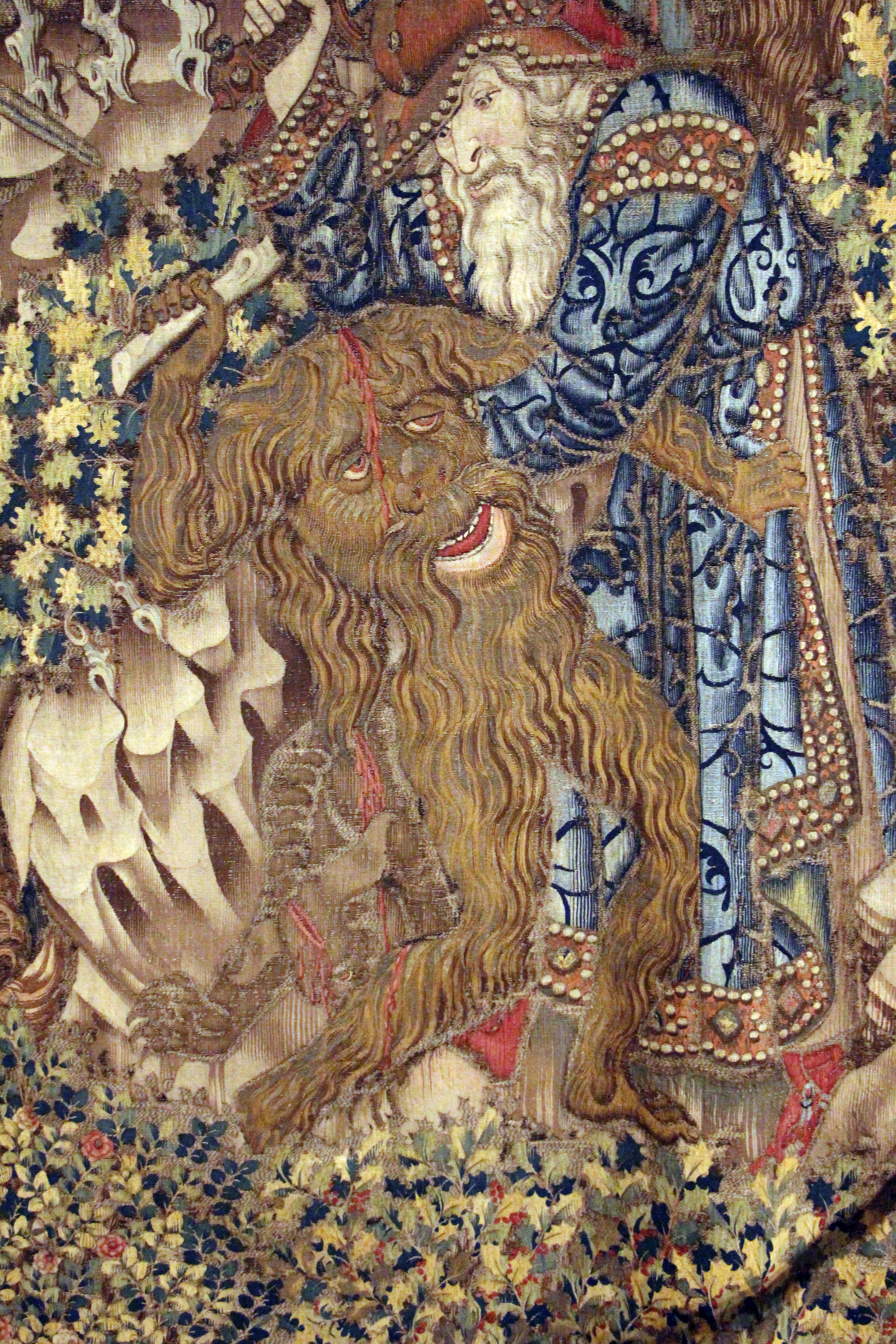
Maturità di Alessandro, dettaglio

Gli arazzi di Alessandro Magno sono due opere d'arte tessile della seconda metà del Quattrocento, di manifattura fiamminga, ubicate nella Villa del Principe a Genova, la cui narrazione è incentrata sulle gesta di Alessandro Magno, secondo la tradizione letteraria del Romanzo di Alessandro, di origine greca, che ebbe grande fortuna nella letteratura del Medioevo.

## Descrizione
Il primo arazzo narra le gesta della gioventù del macedone. Il secondo, invece, è incentrato sulle imprese in Oriente ai confini dell'impero. Il programma iconografico attinge a episodi fiabeschi della trattazione.
I due arazzi, di altissima fattura e di dimensioni imponenti, furono intessuti (secondo l'ipotesi di Aby Warburg) nella città fiamminga di Tournai, in un'epoca compresa tra la fine degli anni '50 e l'ultimo quarto del XV secolo. Sempre secondo Warburg, la trasposizione su arazzo del ciclo narrativo del Romanzo di Alessandro fu eseguita per Carlo il Temerario (o su sua commissione).
Il testo letterario che fu d'ispirazione per gli arazzi è di area letteraria borgognona: per la precisione, la versione del Roman d'Alexandre presa a riferimento è quella che realizzò, nel 1440, lo scrittore e traduttore Jean Wauquelin, importante figura intellettuale della corte del Ducato di Borgogna. Secondo l'ipotesi di Aby Warburg, le fattezze di Alessandro riprodurrebbero quello di Carlo il Temerario.
Da un punto di vista culturale, l'identificazione tra le figure dei due condottieri realizza un episodio di ricezione dell'antichità che ha caratteri di singolarità dal punto di vista stilistico: infatti, pur in piena età umanistica, la narrazione iconografica resiste alla "ripulitura" della tradizione su Alessandro Magno, compiuta dalla sensibilità umanistica sugli elementi fantastici ritenuti (in questo caso a torto) come l'eredità di gusto e di una superfetazione medievale. Indulge, invece, su attardate «tematiche cavalleresche e […] stilemi gotico-internazionali, secondo un gusto ancora tutto cortese, in netto ritardo rispetto alla rivoluzione artistica e culturale del tempo». Tra gli episodi fantastici, di attardato "gusto" medievale, vi è anche il celebre Volo di Alessandro, in cui il macedone si libra in volo trasportato da alcuni grifoni (in numero di 4, stavolta, rispetto ai canonici 2 dell'iconografia tradizionale dell'ascensione di Alessandro) tema figurativo che aveva conosciuto notevole fortuna nel Basso Medioevo, un successo destinato a declinare, tuttavia, con l'affermarsi della nuova sensibilità umanistica.

## Destino degli arazzi
Secondo una tradizione famigliare non comprovata da alcun documento, gli arazzi furono donati ad Andrea Doria da Carlo V, imperatore del Sacro Romano Impero. Poiché degli stessi non si trova alcuna traccia nei precisi inventari del palazzo del grande ammiraglio redatti a più riprese tra Cinque e Settecento, pare probabile che in realtà i due arazzi siano stati acquistati dai principi Doria nel XIX secolo.
La collocazione dei manufatti a Genova, nella Villa del Principe Doria, risale agli anni 2000. In precedenza, i due arazzi erano conservati alla Galleria Doria-Pamphili di Roma.